# Référendum constitutionnel italien de 2001
Un référendum constitutionnel sur la régionalisation a lieu le 7 octobre 2001 en Italie. La population est amenée à se prononcer sur un amendement constitutionnel accordant davantage de pouvoir aux régions du pays en élargissant les domaines leur étant dévolus, notamment en matière d'éducation, d'agriculture, de santé et d’impôts.
Le scrutin est marqué par une large victoire du Oui, près de 65 % des électeurs s'étant rendus aux urnes ayant voté pour l'amendement, malgré une faible participation d'un peu plus de 34 %.

## Mise en œuvre
L'amendement constitutionnel vise à redéfinir les domaines réservés à l'État et aux régions en modifiant les articles 1 à 12 de la constitution de 1947. Celle-ci liste alors les domaines de compétences des régions, ceux partagés par les régions et l'État, et laisse à ce dernier la maitrise sur tout autre domaine de compétence non mentionné.
À l'inverse, l'amendement de la constitution élargit les domaines réservés aux régions, notamment en matière d'éducation, d'agriculture, de santé et d’impôts, et laisse à celles-ci tous les domaines non mentionnés explicitement, à la manière d'un État fédéral.
Le texte est voté à la chambre des députés le 28 février 2001 par 316 voix contre 12 et 6 abstentions sur 650 députés, puis au Sénat le 6 mars suivant par 171 voix contre 3 et 3 abstentions sur 315 sénateurs, soit la majorité absolue dans les deux chambres. La majorité des deux tiers n'est cependant pas atteinte, bien que le reste des parlementaires ne soient pas présents lors des votes, celle-ci étant calculée sur la base du total des membres, présents ou non.
Le 13 mars 2001, 112 parlementaires de l'opposition de droite opposés au projet ainsi que 77 parlementaires de gauche favorables à une mise à référendum votent ensemble le déclenchement de cette procédure. En accord avec l'article 138 de la Constitution, un minimum de 20 % des membres du parlement - Chambre et Sénat réunis - peuvent en effet déclencher l'organisation d'un référendum sur un amendement constitutionnel ayant recueilli la majorité absolue des voix au parlement mais ayant échoué à atteindre la majorité des deux tiers. Le président Carlo Azeglio Ciampi signe le 3 août suivant le décret de mise au vote de l'amendement le 7 octobre, avec ouverture des 60 374 bureaux de vote de 6h30 à 22h.
Il s'agit alors du premier référendum constitutionnel mis en œuvre en Italie. La totalité des amendements précédents ayant chaque fois été votés au parlement à la majorité des deux tiers.

## Conditions de validité
Les référendums constitutionnels italiens sont légalement contraignants. Pour être validé, la majorité absolue des suffrages exprimés en faveur de l'amendement suffit. Aucun quorum de participation ou majorité qualifiée n'est requis.

## Résultats
| Choix                     | Votes      | %     |  |
| ------------------------- | ---------- | ----- |  |
| Pour                      | 10 433 574 | 64,20 |  |
| Contre                    | 5 816 527  | 35,80 |  |
|                           |            |       |  |
| Votes valides             | 16 250 101 | 96,48 |  |
| Votes blancs et invalides | 593 319    | 3,52  |  |
| Total                     | 16 843 420 | 100   |  |
| Abstention                | 32 618 802 | 65,95 |  |
| Inscrits/Participation    | 49 462 222 | 34,05 |  |

Répartition des votants :
| Votes Pour (64,20 %) |  |  | Votes Contre (35,80 %) |
| ▲                    |  |  |                        |
| Majorité absolue     |  |  |                        |